# Federico Cantoni
Federico Cantoni (12 de abril de 1890-22 de julio de 1956) fue un político, médico y diplomático argentino, gobernador de la Provincia de San Juan por la Unión Cívica Radical Bloquista y originador de la corriente política provincial conocida como bloquismo o cantonismo.

## Carrera
En 1919 el radicalismo de San Juan se encontraba profundamente dividido. En ese contexto Federico Cantoni se separó y fundó la Unión Cívica Radical Bloquista junto a su hermano Aldo proveniente del socialismo.
En 1921 ambos sectores radicales se unieron para apoyar la candidatura de Amable Jones, quien triunfó en las elecciones consagrándose gobernador. Inmediatamente, el radicalismo vuelve a dividirse, y el bloquismo abrió el juicio político contra el entonces gobernador, quien resultó asesinado en un atentado con connotaciones mafiosas ese mismo año. Atribuido al Clan Radical, una fuerza de choque paramilitar radical-yrigoyenista, opuesta a Cantoni y al bloquismo. Durante la campaña electoral en Mendoza, decenas de opositores al gobierno de Yrigoyen son asesinados, en especial dirigentes cercanos al bloquismo.
En 1923 Federico Cantoni resultó elegido gobernador por primera vez y volverá a serlo en 1931; en 1934 fue derrocado por un sangriento golpe de Estado local, en el que resultó seriamente herido. Su hermano Aldo, a su vez, resultó elegido gobernador en 1926. Sus gestiones fueron abortadas por sendas intervenciones federales de los gobiernos radicales, las cuales permanecieron por más tiempo en
el poder que aquellos elegidos por el sufragio.
El bloquismo en San Juan realizó una de las obras de gobierno más progresistas de la historia argentina: la reforma de la constitución provincial en 1927 estableciendo el sufragio femenino y los derechos de segunda generación, avanzadas leyes de trabajo, un sistema de impuestos progresivo, una red caminera con el fin de poblar el territorio, parques populares, planes de vivienda para trabajadores.
Durante la década del '20 el bloquismo mantuvo una posición opositora al radicalismo nacional, apoyando a los candidatos presidenciales de la Unión Cívica Radical Antipersonalista, lo que llevó a varias intervenciones tanto por parte de Marcelo T. de Alvear como de Hipólito Yrigoyen.La intervención decretada por  Yrigoyen suprimió los poderes
Ejecutivo y Legislativo quedando el Poder Judicial provincial en comisión, produciéndose la detención política de cientos de partidarios de Cantoni, de jóvenes radicales intransigentes, de concejales y allegados y familiares del gobernador, produciéndose más de 70 casos de muertes no esclarecidas vinculadas a manos del ejército y las fuerzas de intervención federal enviadas por Yrigoyen Desencantado con la deriva autoritaria del radicalismo, se alejaría del mismo rompiendo con el Partido e integrando el bloquismo. En 1946 se uniría al naciente peronismo por sus cercanías a las ideas progresistas que encarnaba en naciente partido Justicialista.
En la década de 1970 el presidente Juan Domingo Perón, afirmaría que el bloquismo fue precursor del peronismo en una carta, con membrete de la Presidencia de la Nación el 9 de mayo de 1974, al senador nacional Aldo Hermes Cantoni (sobrino de Federico Cantoni), con motivo del 51 aniversario del Primer Gobierno Bloquista.
En 1946 apoyó la candidatura presidencial de Juan D. Perón, quien luego de ser elegido lo nombró embajador argentino ante la Unión Soviética entre 1947 y 1952, abriendo el camino al primer tratado comercial entre la Argentina y la URSS, firmado por su sucesor, su hijo, el también bloquista Leopoldo Bravo. 
El presidente Juan Domingo Perón eligió a Federico Cantoni para ocupar la embajada en la Unión Soviética, después de la Segunda Guerra Mundial. Lo acompañó en la embajada, primero como encargado de negocios desde el año 1946 y luego reemplazando a su padre, como embajador, desde el año 1953 su hijo Leopoldo Bravo. Más tarde, en la década de 1970, fueron sus hijos, Leopoldo Bravo desde el año 1976 y Federico Bravo desde el año 1983, los encargados de seguir alimentando el vínculo, también en la Embajada argentina. Y más recientemente su nieto, Leopoldo Alfredo Bravo, quien ocupó hasta su muerte en octubre del año 2010 ese mismo cargo, luego de haber sido representante financiero y comercial por la Argentina en aquel país desde el año 2002. Fue clave su relación con enviados obreros de Perón a Rusia que en 1948 osó desafiar a Stalin cuando Pedro Conde Magdaleno quiso sacar a dos disidentes ocultos en su equipaje y escribió un libro sobre la represión política en la URSS de Stalin.